# 1er régiment de chasseurs d’Afrique
Das 1er régiment de chasseurs d’Afrique (1er RCA) ist ein Verband der französischen Kavallerie, der am 1. März 1832 in Algerien aufgestellt wurde. Dazu wurden laut königlichem Dekret vom 17. November 1831 als Stamm eine Escadron des „Régiment de chasseurs algériens“, 300 Männer von verschiedenen Kavallerieregimentern, 40 Freiwillige, 20 Reiter des 12e régiment de cuirassiers und 120 arabische Reiter (sog. Turcs) verwendet. Letztere erhielten zur Löhnung eine Aufwandsentschädigung, von der sie sich selbst ausstatten mussten. Sie standen unter dem Kommando von Joseph Vantini (alias Youssouf) und bildeten die „escadron indigène“ (Eingeborenenschwadron) des Regiments. Das Regiment befindet sich im aktiven Dienst und ist Teil der Arme blindée et cavalerie und fungiert als Kavallerie-Lehrregiment im „Commandement de la formation et de l'entrainement interarmes“ (Ausbildungskommando für die verbundenen Waffen).

## Gefechtskalender

### Feldzüge in Algerien

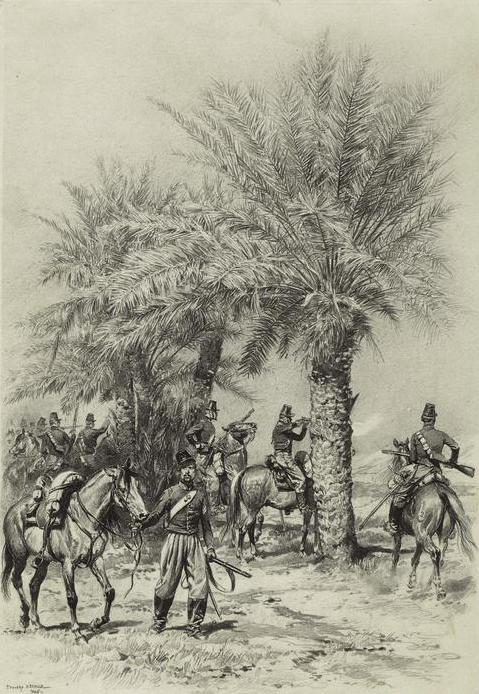
Chasseurs d’Afrique (1842)

- 6. April 1832: Gefecht bei El Ouffia
- Dezember 1837: Belagerung und Einnahme von Constantine
- 1839: Expedition zur Eisernen Pforte (Algerien)
- 1840: Schlacht bei Médéa
- Mai 1843: Schlacht bei Smala
- 16. August 1844: Schlacht bei Isly
- 1849: Belagerung von Zaatcha
- Dezember 1852: Einnahme von Laghouat

### Krimkrieg
- 25. Oktober 1854: Aufnahme der britischen Kavallerie nach der Attacke der Leichten Brigade in der Schlacht bei Balaklawa

### Sardinischer Krieg

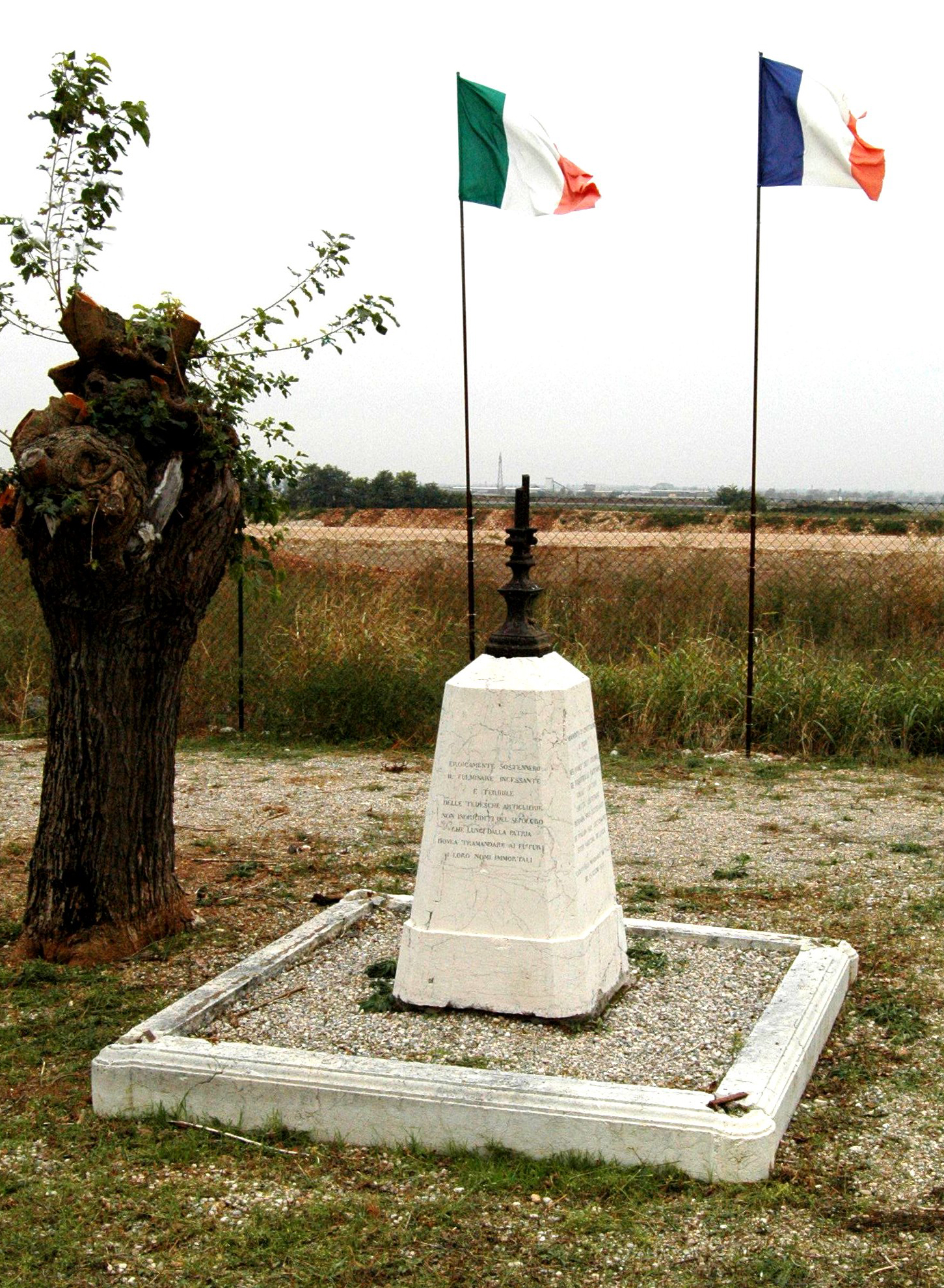
Ehrengrab für die gefallenen Offiziere des 1^{er} RCA in Medole

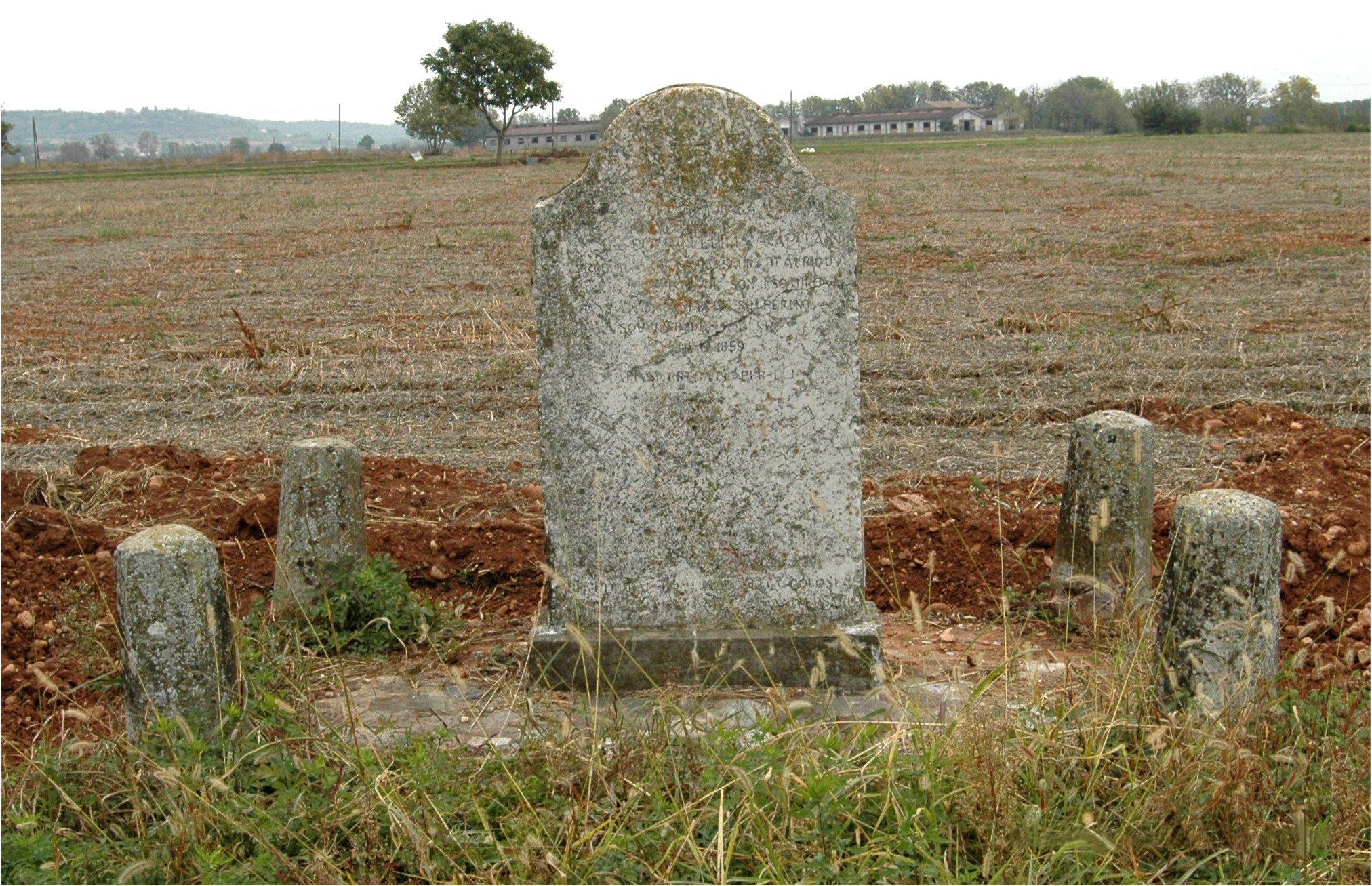
Grab des Capitain Armand de Roquefeuille in Guidizzolo (1859)

- Schlacht bei Solferino, Brigadeverband mit dem 5e régiment de hussards.

### Expedition nach Mexiko
- Schlacht bei San Pablo del Monte. Hier wurde die 6. Escadron aufgerieben. Commandant Aymard de Foucauld war unter den Gefallenen. In diesem Feldzug erhielten die Chasseurs von den Mexikanern den Spitznamen los carniceros azules (etwa: „die blauen Metzger“).

### Expedition nach Syrien
- 1862: Intervention in Syrien zum Schutz der dort ansässigen Christen

### Deutsch-Französischer Krieg
- Schlacht von Sedan:

Zu Beginn des Deutsch-Französischen Krieges war das Regiment als leichte Kavallerie klassifiziert. Es stand unter dem Kommando von Colonel Clicquot und bestand aus fünf Kriegsescadronen. An den ersten Kämpfen nahm das Regiment nicht teil, es war der „Brigade Général Margueritte“ zugeteilt, die zur „1re division de cavalerie“  (1. Kavalleriedivision) des Général Du Barrail gehörte. Diese Division diente zunächst als Armeereserve.
Die, nur aus drei Regimentern bestehende Division wurde aus der Armee ausgegliedert, bevor diese in Metz eingeschlossen wurde. Es bildete gemeinsam mit dem 3e régiment de chasseurs d’Afrique einen Brigadeverband. Das Regiment war als Escorte für Kaiser Napoleon III. auf seinem Weg von Gravelotte nach Verdun eingesetzt. Danach wurde es nach Sainte-Menehould dirigiert, wo es zur Aufstellung einer neuen Reserve-Aufklärungsdivision eingeteilt wurde. Diese Division stand unter dem Kommando von Général Margueritte und war der Armée de Chalon von Maréchal de Mac-Mahon zugewiesen. Sie bestand aus zwei Brigaden, der 1. mit den Regimentern Chasseurs d'Afrique Nr. 1, 3 und 4 sowie der 2. Brigade (Général Tillard) mit dem „6e régiment de chasseurs à cheval“ (Jäger zu Pferde) und dem „1er régiment d'hussards“ (1. Husarenregiment).
Am 27. August 1870 wurde das Regiment zur Aufklärung in Richtung der oberen Somme geschickt.
Am 31. August marschierte die Division an der belgischen Grenze entlang um über Francheval in die Nähe von Sedan zu gelangen. Hier formierte sie in der Nacht zum 1. September 1870 zwei Frontlinien auf den Höhen von Isly und riegelten den Wald von Garenne ab. Dabei bildete sie den äußerst linken Flügel der Armee. Um 08:00 Uhr geriet die Division unter schweres deutsches Artilleriefeuer. Die der Division zugewiesenen Feldartilleriebatterie des Capitaine Hartung (vom 2e und 19e régiment d'artillerie – 2. und 19. Artillerieregiment) versuchte das Feuer zu erwidern. Um 09:00 Uhr konnte die vorwärtsdrängende deutsche Infanterie vor den Batteriestellungen der eigenen Artillerie noch einmal zurückgeschlagen werden. Bewegungsunfähig lagen die Verteidiger unter dem deutschen Artilleriefeuer im Wald von Garenne und hatten dabei zahlreiche Verluste. Der Kommandeur der 2. Brigade, Général Tillard, erhielt um 14:00 Uhr Befehl vom kommissarischen Kommandeur der Armee, Général Ducrot (Maréchal McMahon war verwundet ausgefallen), den deutschen Belagerungsring anzugreifen, um den eingeschlossenen Verbänden eine Gasse zum Ausbruch zu öffnen.
Bei einer persönlich geführten Aufklärungspatrouille um die Situation zu erkunden, wurde der Divisionskommandeur, Général Margueritte schwer im Gesicht verwundet.
Gemäß dem Armeebefehl griff das Regiment unter seinem Kommandeur, Colonel Clicquot, die deutschen Linien an. Das Ergebnis war niederschmetternd. Colonel Clicquot wurde von einer Kugel in die Brust getroffen, er starb am 9. September. Die Capitaine Marquet, Kommandant der 5. Escadron, und sein Stellvertreter Cugnot, die Lieutenants  Le Mintier de Saint André, Durieu de Marsanguet, die Sous Lieutenants Perry de Nieuil, de Grammont, Delmas, die Maréchaux des logis Lefevre, de Raousset-Boulbon, Llobet, Danède, Beauvais, Thiéberg, Beauparain und Lafarge, die Brigadiers Furon, Lazare, Patin, Glairarcq, Laurent, Prey, Cerjaud, Aussenac und Gaillon waren gefallen.
Der Lieutenant-Colonel Ramond, der Capitaine Leroy, die Lieutenants Hunat de la Chevallerie, Jousserandot, der Sous-Lieutenant de Gouvlard waren verwundet.
Das Regiment verlor während der drei gerittenen Attacken zwei Drittel seines Bestandes. Der Zug des Lieutenant Launay wurde völlig aufgerieben. Insgesamt waren nur 143 Reiter übriggeblieben, 350 Mann waren gefallen, verwundet oder wurden vermisst.
Die Reste des Regiments gingen in deutsche Gefangenschaft und wurden im Gefangenenlager in Darmstadt und Offenbach am Main untergebracht.
Général Margueritte starb am 6. September 1870 im Château de Beauraing in Belgien.
- Republikanische Armee 1870–1871

Die „escadron de dépôt“ (Ersatzescadron) des „1er régiment de chasseurs d'Afrique“ formierte am Standort zusammen mit drei anderen Escadrons verschiedener Regimenter das 1er und 2e régiment de marche de chasseurs d'Afrique. (1. und 2. Marschregiment) Sie wurden der Armée de l’Est des Général Bourbaki und der Loirearmee von Général Chanzy zugeteilt.

### Expedition nach Madagascar
Die 10. Escadron war Teil des Expeditionskorps nach Madagascar (1895–1896). Oberkommandierenden war Général Jacques Charles René Achille Duchesne.

### Erster Weltkrieg
Zwei Escadrons des 1er RCA bildeten mit zwei Escadronen des 2e RCA das „Régiment de marche de chasseurs d'Afrique“ (RMCA – Marschregiment der afrikanischen Jäger). Es wurde dann in „1er régiment de marche de chasseurs d'Afrique“ umbenannt.
Beim Abmarsch aus Marokko bestand das Regiment aus 636 Soldaten, einem Stab und vier Escadrons mit insgesamt 28 Offizieren, 56 Unteroffizieren, 552 Mannschaften und 617 Pferden.
Jede Escadron setzte sich aus fünf Offizieren, 13 Unteroffizieren und 151 Mannschaften mit 144 Pferden zusammen.
Die Einheit kämpfte bis Februar 1915 an verschiedenen Fronten in Frankreich und Belgien (Erste Schlacht an der Marne, Schlacht an der Aisne und Erste Flandernschlacht). Danach saß das Regiment ab und kämpfte im Stellungskrieg.
Die beiden Escadronen des 2e RCA verließen das Regiment am 15. Februar 1915, um dem 2e und 3e RMCA angegliedert zu werden.
In Marokko wurde ein neues 1er RCA aufgestellt und der Kavalleriebrigade des französischen Orientarmee zugewiesen. Im Februar 1916 wurde die Brigade eingeschifft, um nach Saloniki verlegt zu werden. Von dort aus griff sie sogleich in die Kämpfe in Mazedonien und Albanien ein und stand 1917 in Griechenland. bei Kriegsende befanden sich Teile des Regiments in Serbien und in Ungarn.

### Zwischenkriegszeit
Am 31. August 1919 wurde das Regiment aufgelöst.

### Zweiter Weltkrieg
Die Kavallerie war im Mobilisierungsfall zur Aufstellung von Aufklärungsgruppen (Groupes de Reconnaissance) bestimmt. Bei der Kriegserklärung des Zweiten Weltkrieges wurde das zwischenzeitlich wieder aufgestellte „1er Régiment de Chasseurs d'Afrique“ in die „80e Groupe de Reconnaissance de Division d’Infanterie – 80e GRDI“ (Aufklärungsgruppe der 80. Infanteriedivision) umgewandelt.

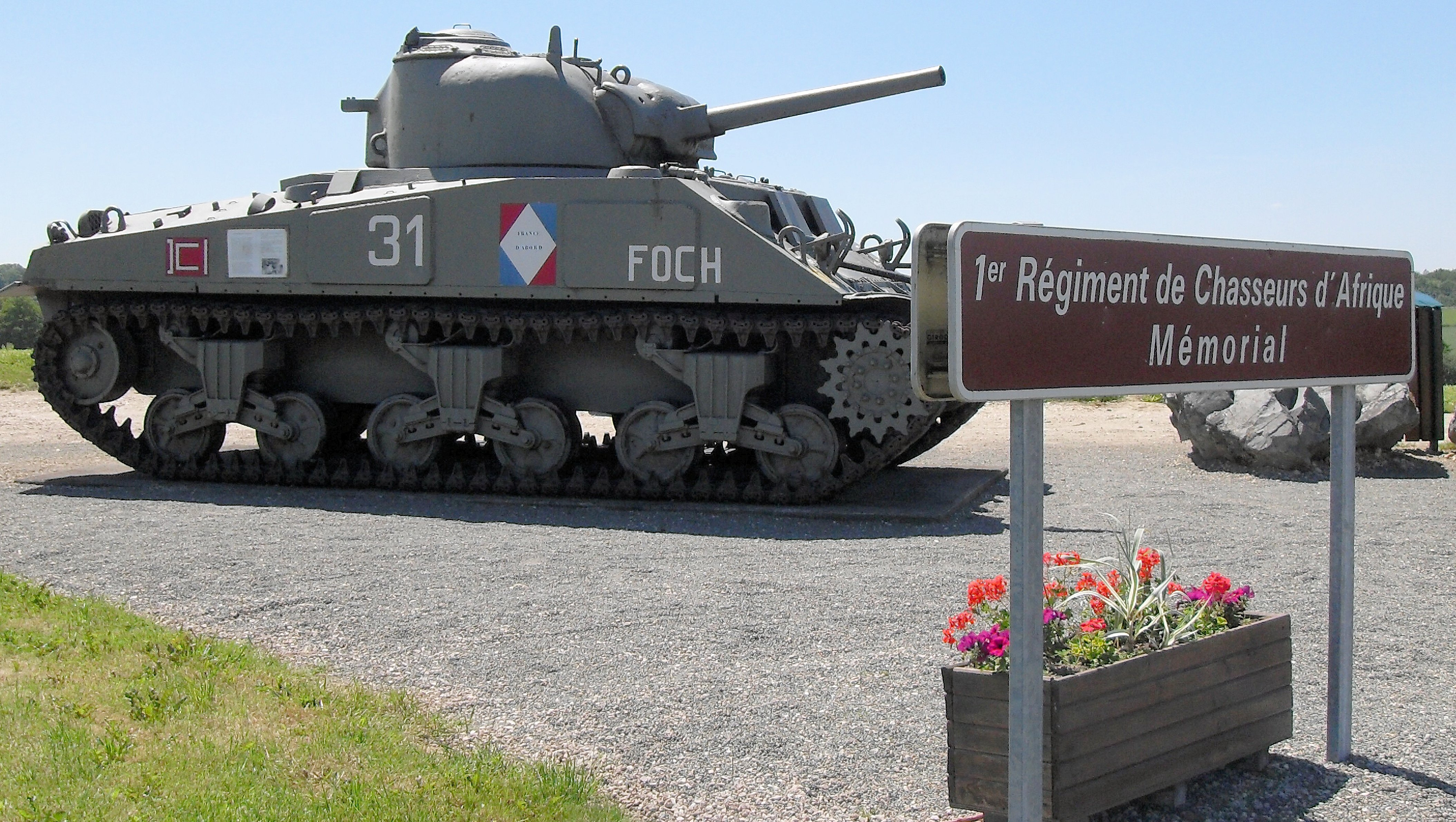
Denkmal des1^{er} régiment de chasseurs d'Afrique in Chavannes-les-Grands

Im September 1944 wurde das Regiment in der Provence angelandet, um von hier aus mit seinen Panzern vom Typ M4 Sherman an den Kämpfen in Frankreich teilzunehmen.

### Ab 1945
Bis zur Auflösung 1964 operierte das Regiment in Algerien. Am 10. Februar 1998 wurde es im Camp Canjuers im Département Var neu aufgestellt. Die Tradition war bis dahin durch das 1er régiment de chasseurs à cheval (1. Regiment der Jäger zu Pferde) in Thierville-sur-Meuse fortgeführt worden.
Das Regiment war die erste Einheit die mit dem Véhicule Blindé de Combat d’Infanterie ausgestattet wurde und der den AMX-10P ersetzen wird, bzw. ersetzt.
Es betreut zwei Rohrwaffen-Schießbahnen, von denen eine sieben Kilometer lang ist, drei Schießbahnen für Panzerabwehr-Lenkwaffen, einen Schieß-Simulator und einen technischen Ausbildungstrainer für den Turm des Kampfpanzer Leclerc. Der Brandschutz auf den Schießbahnen obliegt der 6e Escadron.

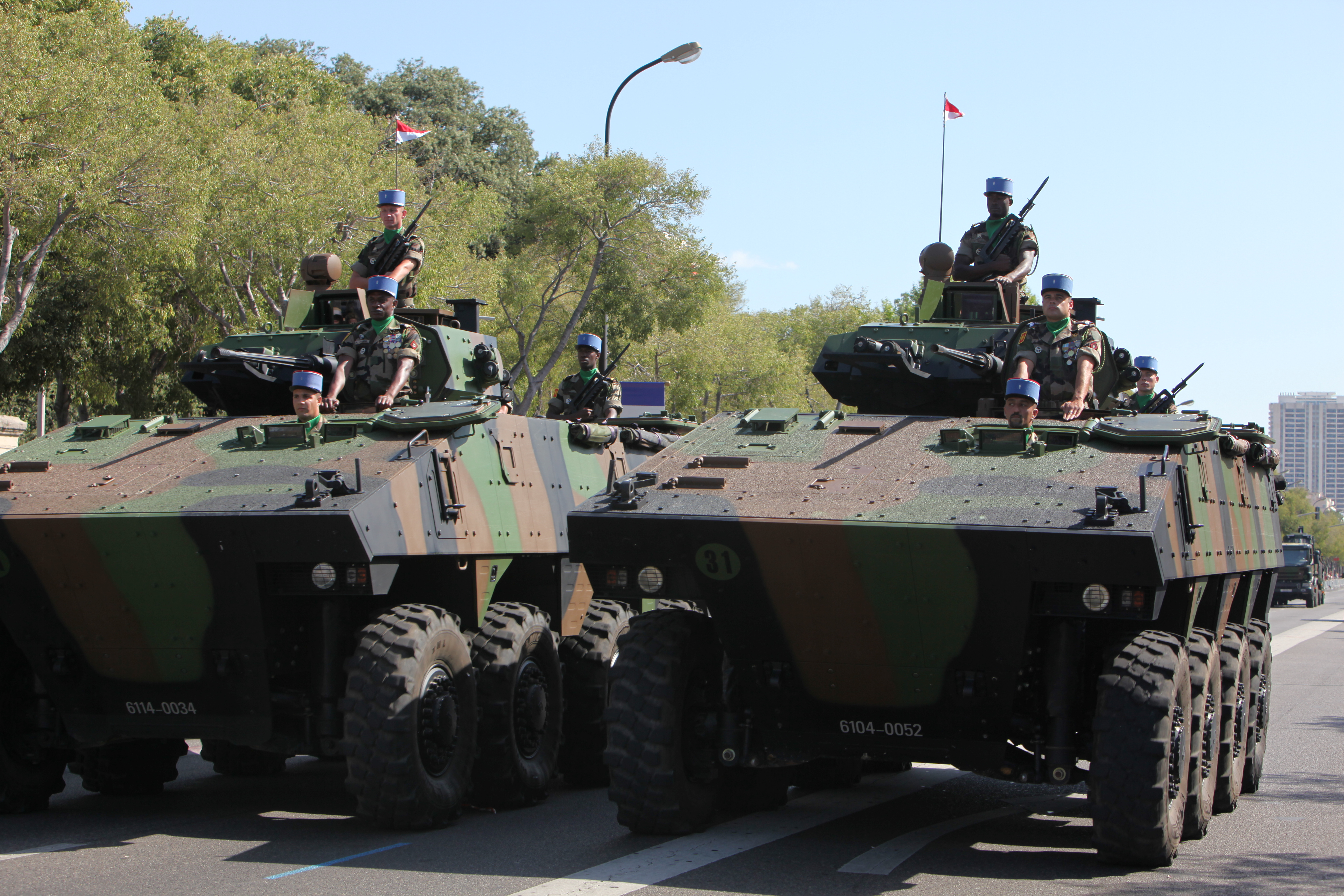
Défilé von VBCI des Regiments am 14. Juli 2012 in Marseille

Die Einheit ist mit 107 gepanzerten Fahrzeugen ausgestattet. (Char AMX Leclerc, AMX 30 B2, AMX-10 RC, ERC 90).

## Traditionen

### Devise
Ubique Primus
(Überall erster)

### Verbandsabzeichen
In einem Zahnrad ein stilisiertes Pferd, unter dem sich ein vierrädriger Untersatz befindet. Das Zahnrad erinnert an den Übergang vom berittenen Verband zur Motorisierung, während das Pferd an die Tradition der Reiter anknüpft. Der waagerecht stehende Schwanz des Pferdes soll auf die von den Regimentsangehörigen nur widerwillig akzeptierte Abgabe der Pferde und anschließende Motorisierung hinweisen.

### Standarte
Die Namen der ehrenvoll geführten Schlachten sind in goldenen Lettern auf der Standarte angebracht

### Auszeichnungen
- Während des Feldzuges in Mexiko eroberte der Chasseur (dt.: Jäger) Jean Bordes der 6. Escadron am 5. Mai 1863 bei der zweiten Belagerung von Puebla die Fahne des Regiments der „Lanciers de Durango“ (Ulanenregiment Durango). Das und der Sieg gegen eine mexikanische Übermacht im Gefecht von San Pablo del Monte führten zur Verleihung der Légion d’honneur an das Regiment – eine Ehre, die heute in der „Arme blindée et cavalerie“ nur dieser Einheit zuteil ist.

Die Standarte des Regiments ist dekoriert mit:
- der Fourragère in den Farben der Legion d' honneur
- dem Croix de guerre 1914–18 mit zwei Palmenzweigen
- dem Croix de guerre 1939–45 mit einem Palmenzweig
- der Militär-Verdienstmedaille vierter Klasse mit Schwertern des Königreich Serbien
- dem Kriegskreuz des Königreich Serbien mit einer ehrenvollen Erwähnung im Armeebericht
- der Goldmedaille der Stadt Mailand

## Chefs de corps
| - 1832–1838: Colonel de Schauenbourg - 1838–1839: Colonel Thierion - 1839–1840: Colonel Le Pays de Bourjolly - 1840–1843: Colonel Korte - 1843–1845: Colonel Nayral Martin de Bourgon - 1845–1851: Colonel de Richepance - 1851–1854: Colonel de Cassaignolles - 1854–1855: Colonel de Ferrabouc - 1855–1859: Colonel de Salignac-Fénelon - 1859–1859: Colonel des Ondes - 1859–1859: Colonel de Montalembert - 1859–1864: Colonel Reinaud Boulogne de Lascour - 1864–1867: Colonel Margueritte - 1867–1870: Colonel Clicquot de Mentque - 1870–1875: Colonel Rouher - 1875–1876: Colonel Palanque - 1876–1879: Colonel Donnat - 1879–1883: Colonel Brunetière - 1883–1886: Colonel Vuillemot - 1886–1886: Colonel Bonnefous - 1892–1894: Colonel de Chalendar - 1894–1901: Colonel de Laforcade - 1901–1903: Colonel Prost - 1903–1906: Colonel Varin - 1906–1909: Colonel de Boissieu Déan de Luigne - 1909–1913: Colonel Robillot - 1913–1915: Colonel Andrieu - 1915–1915: Lieutenant-colonel Jonnard - 1915–1915: Chef d'escadrons Seignol - 1915–1919: Lieutenant-colonel de Lespinasse de Bournazel - 1919–1920: Lieutenant-colonel Dommanget | - 1920–1920: Colonel Jouin - 1920–1924: Colonel de Chabannes - 1924–1926: Colonel Dodun - 1926–1927: Colonel Riverieux de Varax - 1927–1932: Lieutenant-colonel Dauphinot - 1932–1936: Lieutenant-colonel Gastey - 1936–1940: Colonel Ricklin - 1940–1941: Colonel Dor de Lastour - 1941–1942: Colonel de Vernejoul - 1942–1943: Colonel de Bonet d'Oléon - 1943–1945: Lieutenant-colonel Bourgin - 1945–1946: Lieutenant-colonel Robelin - 1946–1946: Lieutenant-colonel de Varine-Bohan - 1946–1947: Lieutenant-colonel Blandin de Chalain - 1947–1949: Lieutenant-colonel de Tournemire - 1949–1953: Lieutenant-colonel Bastiani - 1953–1955: Lieutenant-colonel Müller - 1955–1957: Lieutenant-colonel de Scorbiac - 1957–1959: Lieutenant-colonel du Moustier de Canchy - 1959–1961: Lieutenant-colonel Chambris - 1961–1963: Lieutenant-colonel Laporte - 1963–1964: Lieutenant-colonel Burin des Roziers - 1998–1998: Colonel Collot d'Escury - 1998–2000: Colonel Postec - 2000–2002: Colonel Herubel - 2002–2004: Colonel Fritsch - 2004–2006: Colonel Lacarrière - 2006–2008: Colonel Sastre - 2008–2010: Colonel Lakin - 2010–2012: Colonel Fenon - 2012– : Colonel Collot |

## Bekannte Angehörige des Regiments
- Präsident Jacques Chirac.